# Nishiki-e

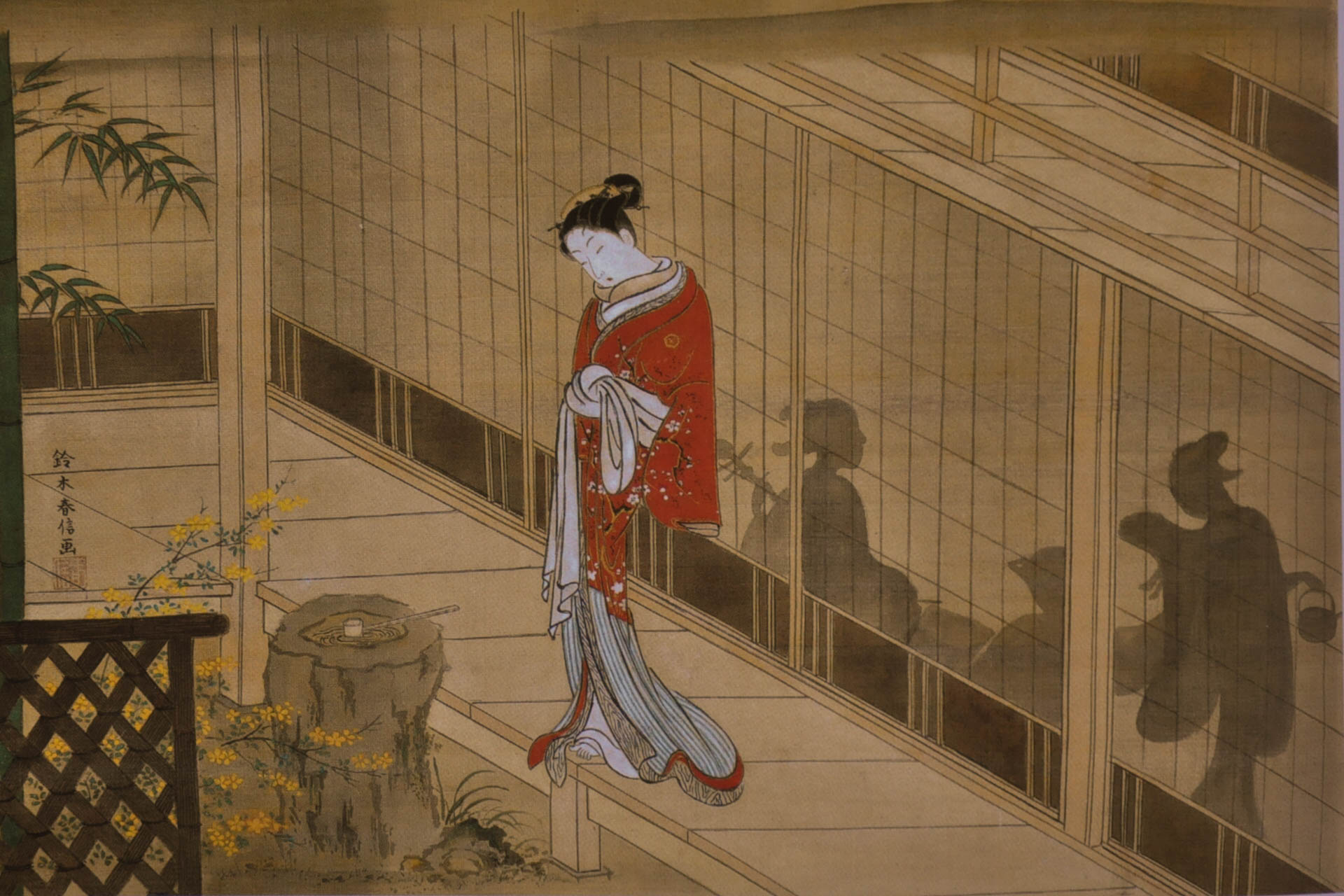
Cortesana en una galeria, de Suzuki Harunobu (c. 1724–70), probablement d'entre 1760 i 1770

El nishiki-e (錦絵, nishiki-e) (lit. 'estampa brocada') es refereix a la impressió xilogràfica japonesa amb múltiples colors, tècnica que es va fer servir principalment en l'ukiyo-e. Es va inventar a la dècada de 1760, i la va perfeccionar i popularitzar el gravador Suzuki Harunobu, que va produir moltíssims gravats nishiki-e entre 1765 i la seva mort, cinc anys després.
Abans d'això, la majoria de gravats havien estat en blanc i negre, acolorits a mà, o acolorits amb l'addició d'un o dos tacs amb tinta de color. Una estampa nishiki-e es crea gravant un tac de fusta diferent per a cada color, i fent-los servir després l'un darrere de l'altre. Es considera que un gravador anomenat Kinroku va aportar les innovacions tècniques necessàries perquè tants tacs de colors diferents encaixessin perfectament en el paper en la posició adequada, l'un en relació amb l'altre, a fi de crear una sola imatge completa.
Aquest estil i tècnica també es coneix com a Edo-e (江戸絵, edo-e), referint-se a Edo, la capital en aquells moments.

## El nishiki-e en l'època Meiji

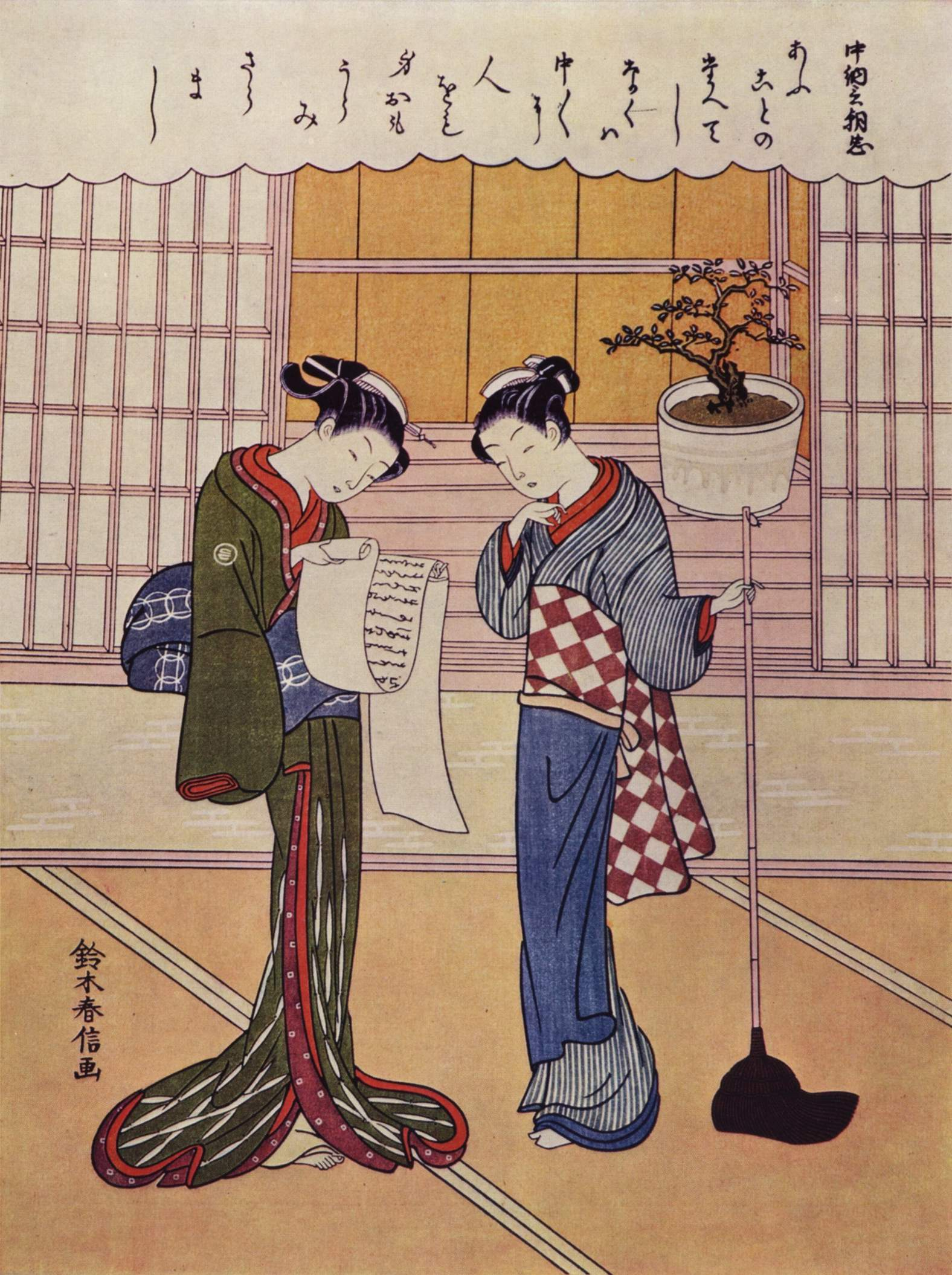
Dues dones en una galeria, de Suzuki Harunobu, col·lecció de Sammlung H. C. Bechtler, Zuric

En el període Meiji, diferents nishiki-e il·lustraven les últimes modes, articles d'importació, esdeveniments, la xarxa de trens, i altres qüestions noves. Els "diaris nishiki-e" (新聞錦絵, shinbun nishiki-e) van ser molt populars entre el públic durant aquest període. Els dissenyadors de gravats creaven nishiki-e sobre temes recollits dels diaris, com ara el Tokyo Nichinichi shinbun o el Yūbin Hochi shinbun.